# Стояк (труба)
СТОЯК –

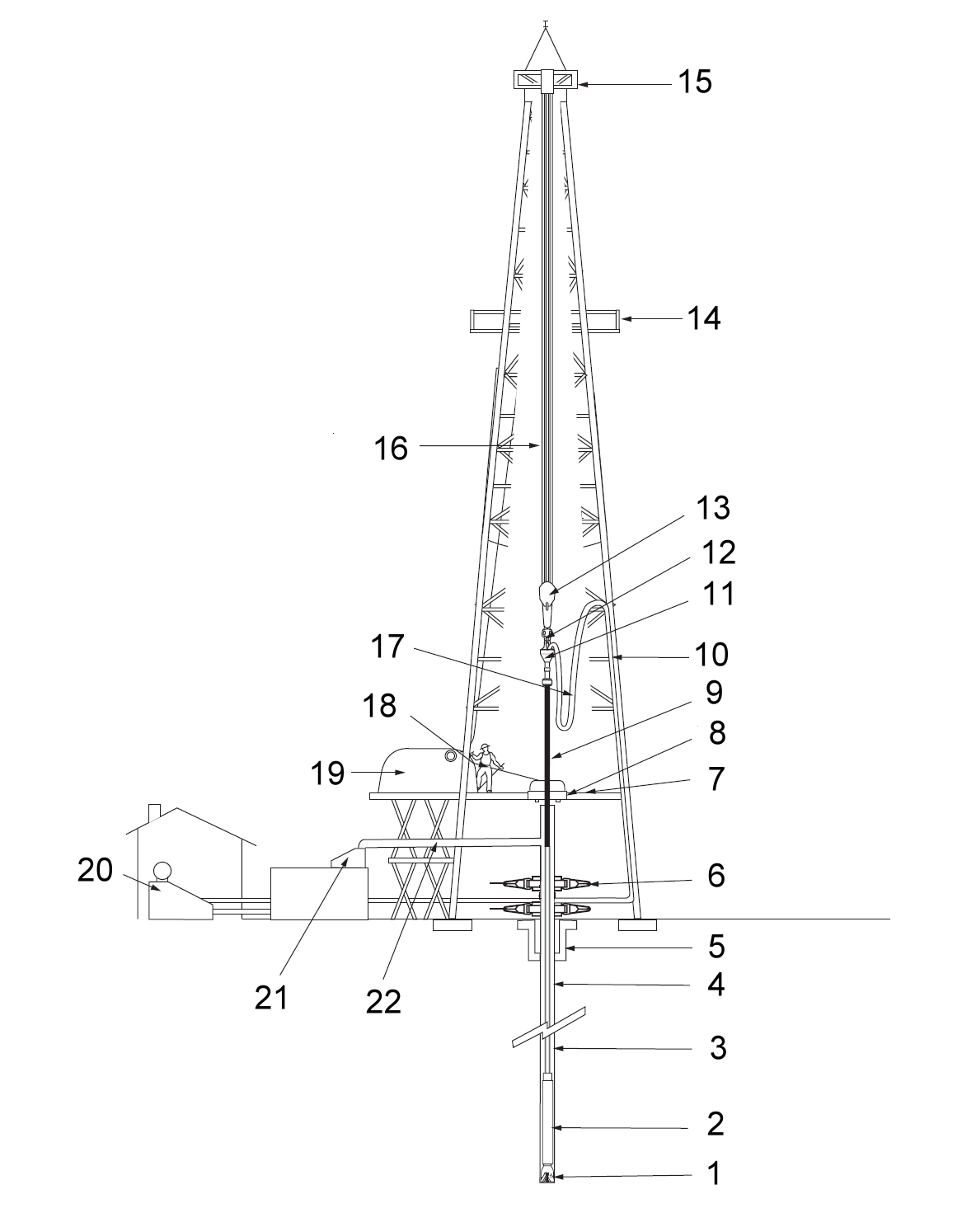
Загальна схема бурової установки: 1 — бурове долото; 2 — обважнені бурильні труби; 3 — бурильні труби; 4 — кондуктор (Кондукторна колона); 5 — гирлова шахта; 6 — противикидні пристрої; 7 — підлога бурової установки; 8 — буровий ротор; 9 — провідна бурильна труба; 10 — буровий стояк; 11 — вертлюг; 12 — гак; 13 — талевий блок; 14 — балкон робітника; 15 — кронблок; 16 — талевий канат; 17 — шланг провідної бурильної труби; 18 — індикатор навантаження на долото; 19 — бурова лебідка; 20 — буровий насос; 21 — вібраційне сито для бурового розчину; 22 — викидна лінія бурового розчину.

- 1. Вертикальна труба; водовіддільна колона; пристрій для підтримання та зберігання яких-небудь предметів у стоячому положенні.
- 2. Вертикальна труба в кінці напірного трубопроводу від бурового насоса, до верху якої кріпиться буровий шланг.

СТОЯК ЕКСПЛУАТАЦІЙНИЙ — вертикально встановлена частина підводного нафтогазопроводу, яка з'єднує нафтогазопровід, що укладений на дно моря, з робочим майданчиком платформи (морської основи).